# I visitatori del sabato sera
I visitatori del sabato sera (The Spirit of '76), conosciuto anche con il titolo Vizi e virtù d'altri tempi, è un film commedia fantascientifica statunitense del 1990 diretto da Lucas Reiner e interpretato da David Cassidy, Carl Reiner, Rob Reiner e Olivia d'Abo.
Il film è una satira della cultura americana della metà degli anni settanta. Il titolo italiano è un riferimento al film La febbre del sabato sera.

## Trama
Nell'anno 2176 una tempesta magnetica ha smagnetizzato tutta la storia registrata, facendo in modo che tutti i documenti storici di valore tipo la Costituzione degli Stati Uniti e la Dichiarazione d'indipendenza vengano perduti. Tre viaggiatori del tempo (Adam-11, Chanel-6 e Heinz-57) vengono mandati indietro nel tempo al 4 luglio 1776 per recuperare il retaggio dell'America, ma a causa di un malfunzionamento della macchina del tempo, finiscono invece nel 1976 durante il bicentenario degli Stati Uniti. Mentre proseguono la loro missione, i viaggiatori del tempo vestono con i vestiti dell'epoca e cominciano ad ambientarsi grazie all'aiuto di due ragazzi, Chris Johnson e Tommy Sears.
I tre viaggiatori sono a loro volta perseguiti da Rodney Snodgrass, un campione di scienze che vuole catturarli per poi presentarli alla gara di scienze, e da suo fratello Eddie Trojan, che vuole Chanel-6 per i suoi scopi personali. Tutti e due falliscono i loro scopi grazie a Chris e Tommy, che aiutano i tre viaggiatori a riparare la macchina del tempo per farli ritornare nel 2176, con i loro artefatti degli anni settanta e una copia della Costituzione.

## Personaggi
- Adam-11 è un riferimento alla serie televisiva Adam-12.
- Chanel-6 è un riferimento a Chanel.
- Heinz-57 è un riferimento a H. J. Heinz Company.
- I nomi della maggior parte dei membri del "Ministero della Conoscenza" sono anche i nomi di società petrolifere.